# وقتیکه آسمان بشکافد
وقتی که آسمان بشکافد فیلمی به کارگردانی و نویسندگی فتح‌الله منوچهری محصول سال ۱۳۵۵ است.

## خلاصه داستان
مردی به دختری علاقه دارد و برای رسیدن به وصال او به هر کوششی دست می‌زند و در این راه حتی به خودش نیز رحم نمی‌کند و بالاخره در شب عروسی با تیغ موکت بُری خود را اَخته میکند...

## بازیگران
- فرامرز قریبیان
- لیلا فروهر
- محمدعلی کشاورز
- روح‌الله مفیدی
- ملیحه نصیری
- علی‌اکبر گلپایگانی
- سحر
- داوود امینی
- خسرو خسروی
- هوشنگ منصورخاکی
- فخری خوروش
- سیروس قهرمانی
- محمد کوه بانی
- یوسف خلیل پور
- شهرام مقدم